# زبان‌گنجشک (سرده)
زبان‌گنجشک یا وَن (نام علمی: Fraxinus) سرده‌ای از درختان گل‌دار از راسته نعناسانان است که معروف‌ترین گونه آن در ایران درخت زبان‌گنجشک (نام علمی: Fraxinus excelsior) است.
این یک گونه درختی وابسته به نور است که به خاک‌های غنی از مواد مغذی و تازه نیاز دارد، جایی که معمولاً با سایر گونه‌های پهن‌برگ رشد می‌کند. همچنین می‌توان آن را به صورت درختان منفرد یا در گروه‌های کوچک در خاک‌های مرطوب از فلات تا ارتفاع ۲۲۰۰ متری از سطح دریا یافت. زبان‌گنجشک در اروپا درختی با طول عمر کم، حدود ۱۰۰ سال است، در حالی که در جنگل‌های هیرکانی می‌تواند به قطر ۸۰ سانتی‌متر، ارتفاع ۴۰ متر و سن تقریباً ۲۵۰ سال برسد. خاک زیستگاه‌های زبان‌گنجشک معمولاً عمیق، مرطوب با زهکشی خوب،  PH بین ۵ تا ۸ است.

## گونه‌ها
- زبان‌گنجشک آبی Fraxinus quadrangulata
- زبان‌گنجشک اورگن Fraxinus latifolia
- زبان‌گنجشک برگ‌باریک Fraxinus angustifolia
- زبان‌گنجشک تگزاس Fraxinus albicans
- زبان‌گنجشک تک‌برگ Fraxinus anomala
- زبان‌گنجشک تیان شان Fraxinus sogdiana
- زبان‌گنجشک جیریسان Fraxinus chiisanensis
- زبان‌گنجشک چی‌واوا Fraxinus papillosa
- زبان‌گنجشک خوشبو Fraxinus cuspidata
- زبان‌گنجشک سیاه Fraxinus nigra
- زبان‌گنجشک قرمز چینی Fraxinus platypoda
- زبان‌گنجشک قرمز Fraxinus pennsylvanica
- زبان‌گنجشک کارولینا Fraxinus caroliniana
- زبان‌گنجشک گرمسیری Fraxinus uhdei
- زبان‌گنجشک گل‌دار اروپای جنوبی Fraxinus ornus
- زبان‌گنجشک مخملی Fraxinus velutina
- زبان‌گنجشک مکزیک Fraxinus berlandieriana
- زبان‌گنجشک منچوری Fraxinus mandshurica
- زبان‌گنجشک همیشه‌سبز Fraxinus griffithii
- زبان‌گنجشک معمولی Fraxinus excelsior

## نگارخانه

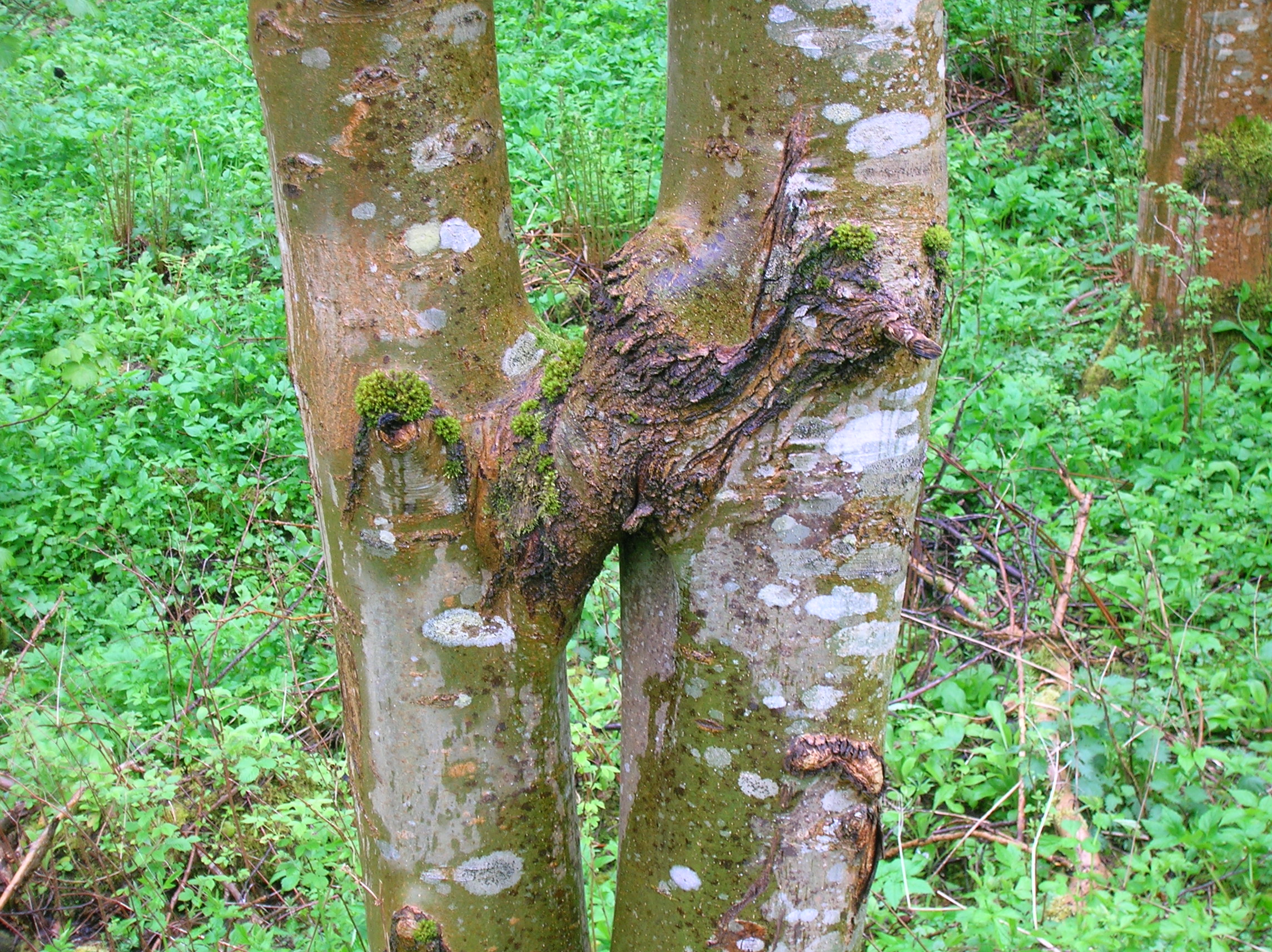
دو درخت با هم ترکیب‌شده
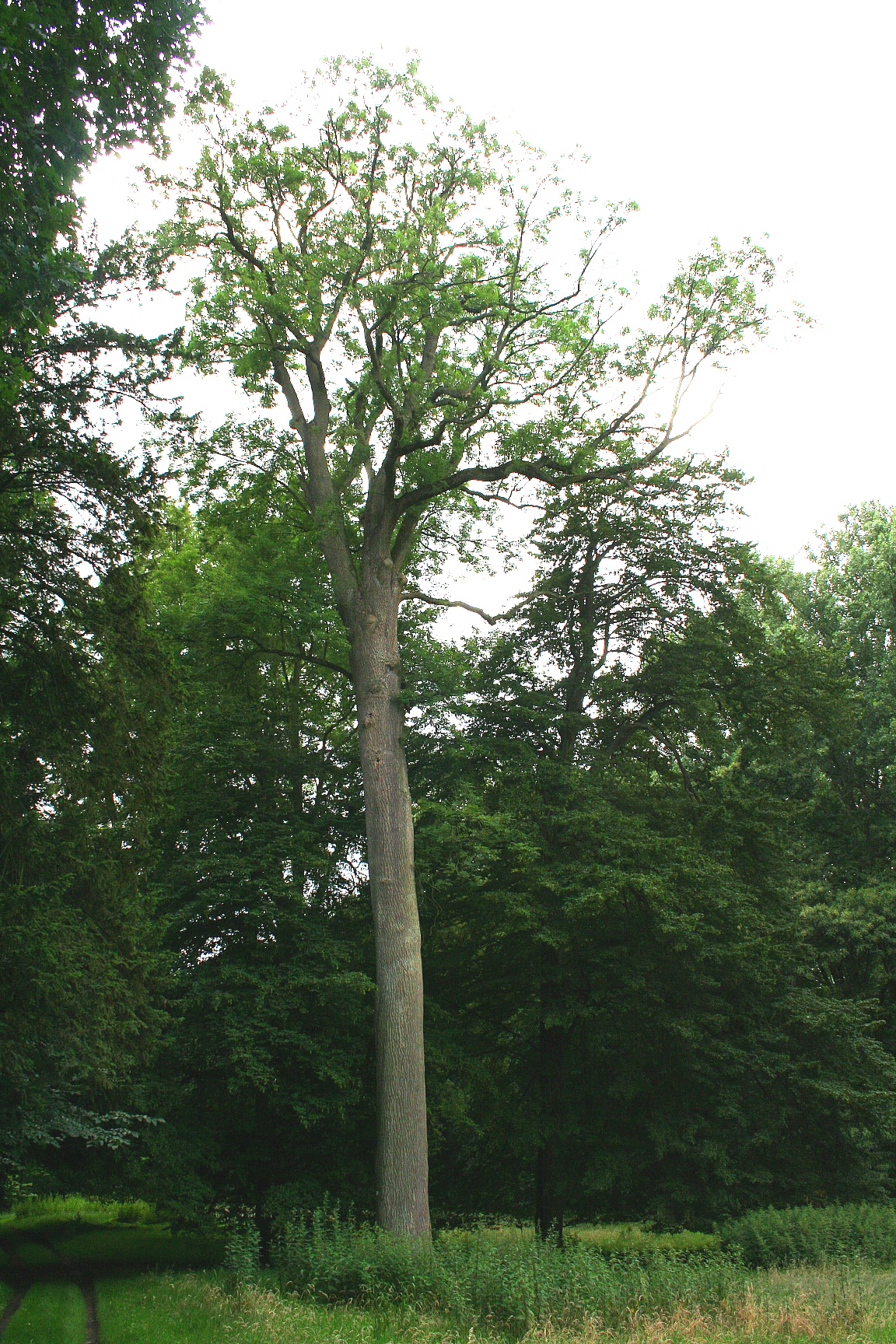
درخت ۴۶ متری در بلژیک
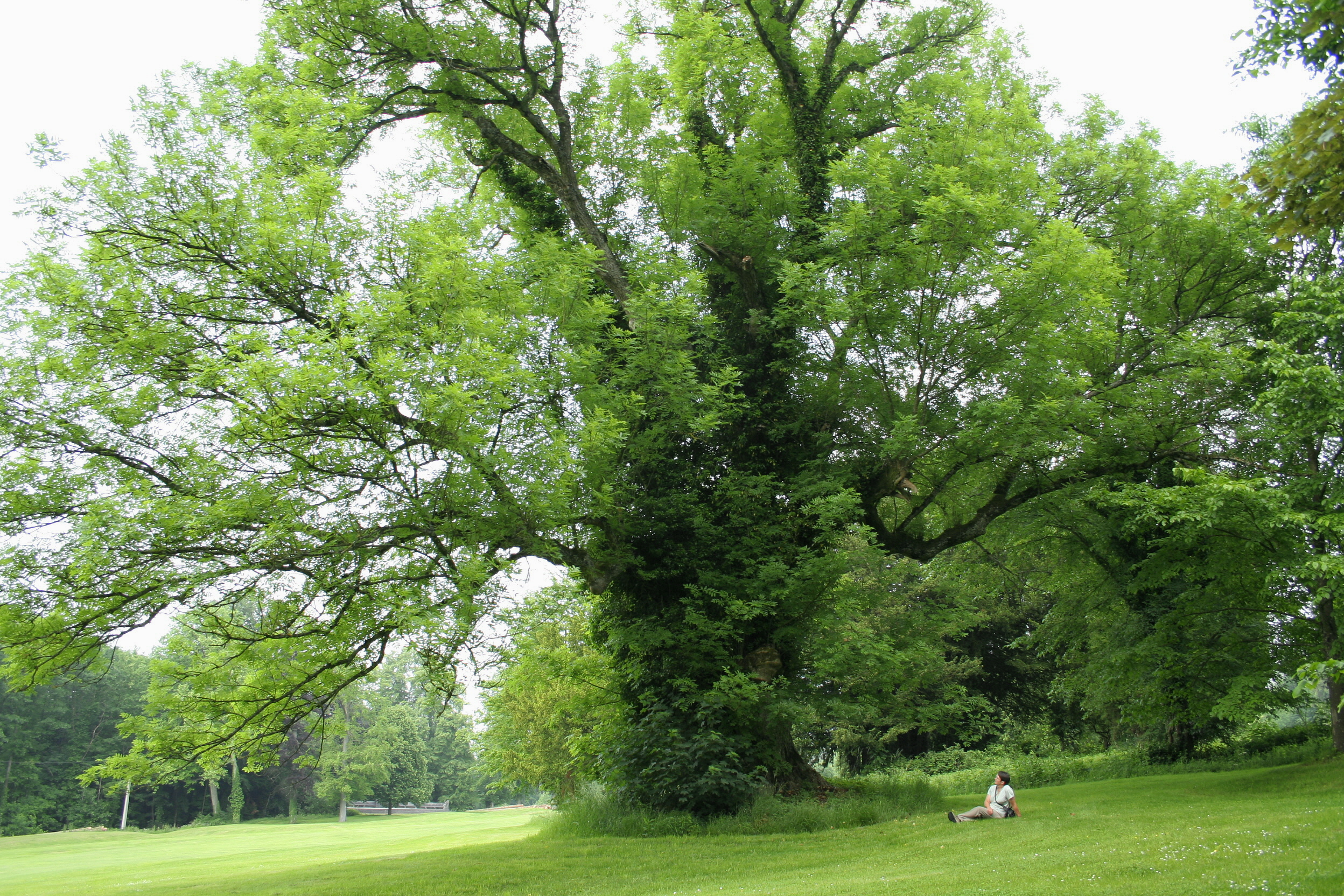
درخت قدیمی، بلژیک
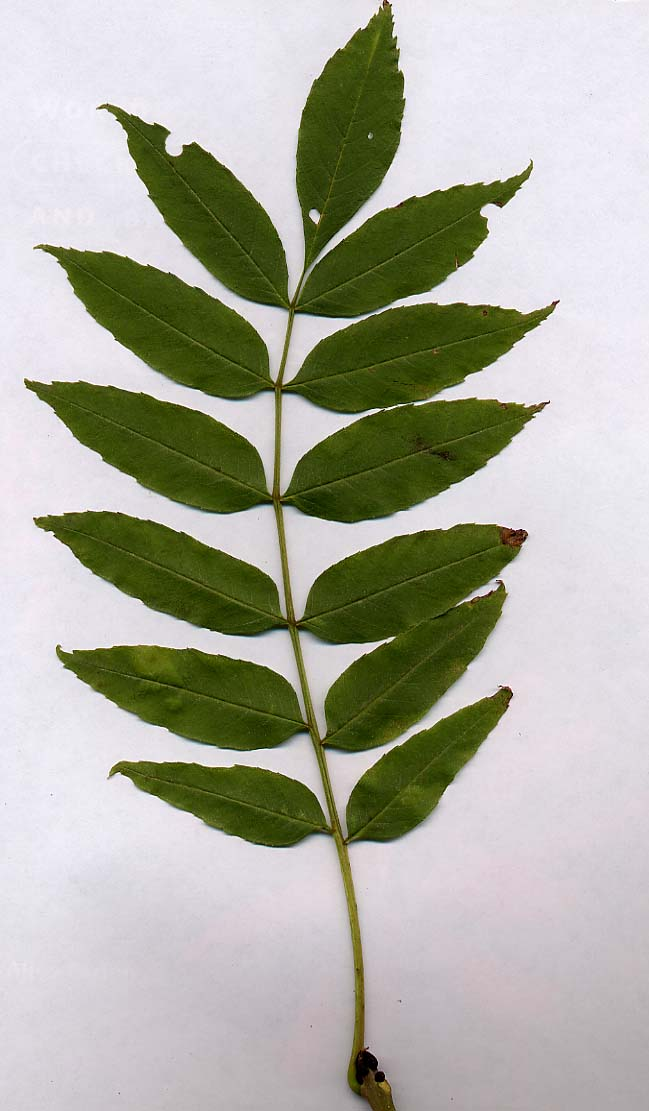
برگ و ساقه، جوانه‌های سیاه
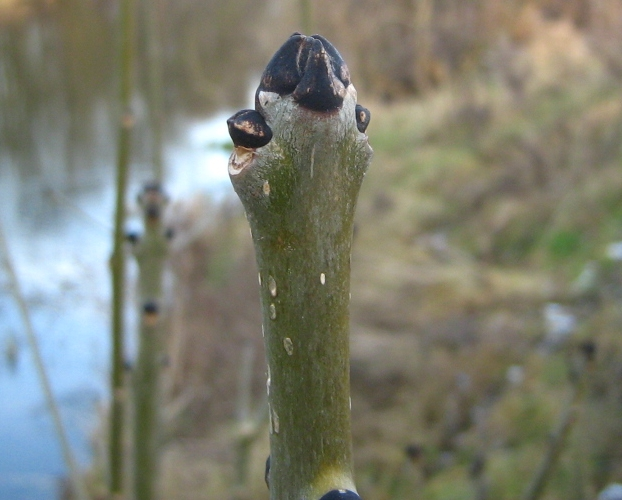
جوانه
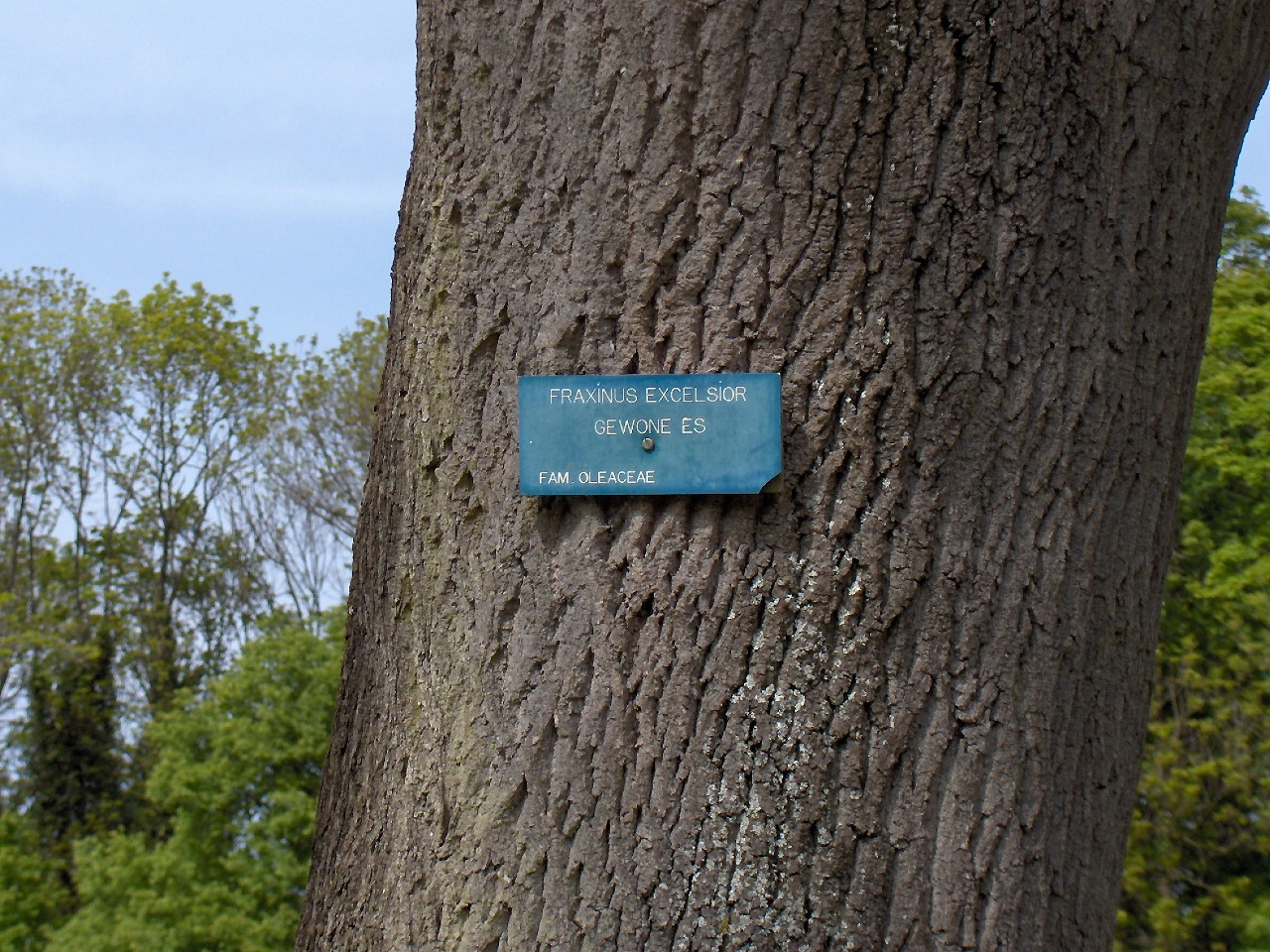
پوست درخت